# Presidio de San Elizario

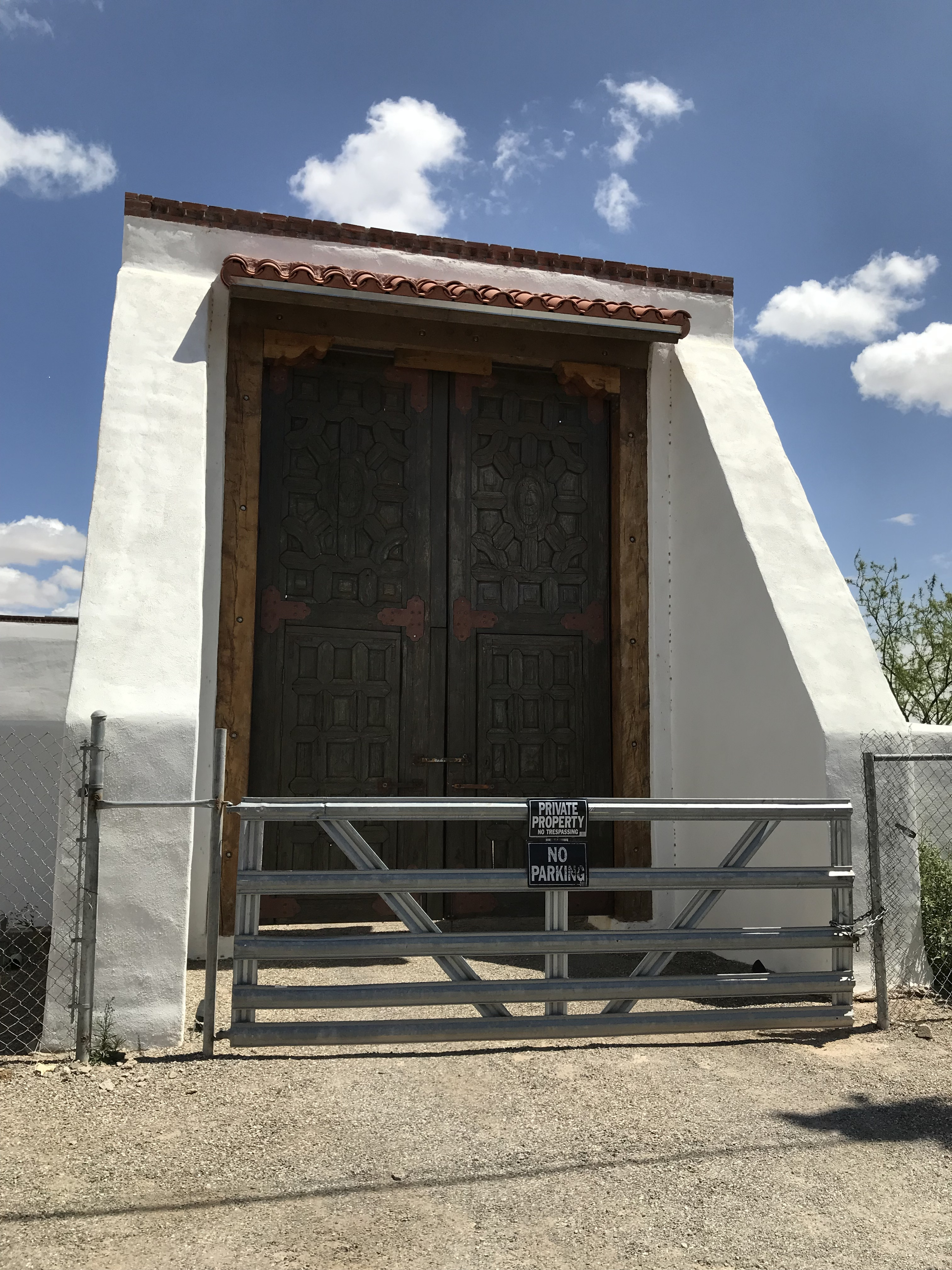
Reconstrucción de la puerta del Presidio.

El Presidio de San Elizario fue un presidio novohispano del siglo XVIII situado en San Elizario, Texas en Estados Unidos. 

## Historia
Fundado en 1789 en la hacienda Los Tiburcios, para reubicar el presidio de El Porvenir (1774) para control y administración del territorio, dentro de la Intendencia de Durango. Su ubicación responde a la función defensiva frente a los apache del Camino Real de Tierra Adentro. En torno al presidio y gracias al comercio se asentó la población que dio lugar a la actual San Elizario que comprendía los familiares de los soldados y resto de población, incluidos los nativos apaches asentados. En 1807 Pike realizó una descripción del presidio durante su traslado a Chihuahua, detenido por acusaciones de espionaje a España.
Tras la independencia de México continuó siendo empleado por el ejército mexicano. Debido a las avenidas del río Bravo de 1740 y 1829 quedó sobre la Ysleta. Durante la guerra mexicano-estadounidense fue ocupado en 1847 por las tropas del estadounidense Doniphan. Tras la incorporación a EEUU sirvió de acuartelamiento para la infantería de Jefferson Van Horne en varias ocasiones hasta 1850. Fue finalmente abandonado tras el fin de la guerra civil americana, cuando fue empleado por el ejército de la Unión.

## Descripción
De las instalaciones del presidio únicamente se conserva la Capilla del Presidio , reformada en 1870, que se encuentra en el Registro Nacional de Lugares Históricos. 
Estaba dotado, además, de cuarteles para la guarnición, patio de armas, almacenes y dependencias para oficiales. Los muros eran de más de tres metros de altura. La construcción se realizó con técnicas diversas, desde troncos verticales cubiertos de adobe a ladrillos de adobe. 